# Митрофанов, Ремир Александрович
Реми́р Алекса́ндрович Митрофа́нов (род. 22 января 1940, Красноводск) — советский легкоатлет, специалист по бегу на средние дистанции. Выступал за сборную СССР по лёгкой атлетике в 1960-х годах, обладатель бронзовой медали Европейских легкоатлетических игр в помещении, призёр первенств всесоюзного и республиканского значения, бывший рекордсмен мира в эстафете 4 × 800 метров. Мастер спорта СССР. Тренер и преподаватель.

## Биография
Ремир Митрофанов родился 22 января 1940 года в Красноводске.
Начал заниматься лёгкой атлетикой в 1955 году, проходил подготовку в Ростове-на-Дону под руководством тренера Николая Васильевича Пустовойта, выступал за добровольное спортивное общество «Буревестник» и Вооружённые Силы.
Первого серьёзного успеха на всесоюзном уровне добился в сезоне 1960 года, когда на чемпионате СССР по эстафетному бегу в Киеве с командой «Буревестника» стал бронзовым призёром в эстафете 4 × 400 метров.
В 1965 году на чемпионате СССР в Алма-Ате выиграл серебряную медаль в беге на 800 метров.
В июне 1966 года на соревнованиях в Лондоне совместно с Александром Устьянцевым, Олегом Райко и Вадимом Михайловым установил мировой рекорд в эстафете 4 × 800 метров (4 × 880 ярдов) — 7:16.0. Британские спортсмены показали здесь лучшее время, но их результат не ратифицировали. Бежал 800 метров на чемпионате Европы в Будапеште, в финал не вышел.
В 1967 году Митрофанов вошёл в состав советской сборной и выступил на Европейских легкоатлетических играх в помещении в Праге, где вместе с соотечественниками Станиславом Симбирцевым и Михаилом Желобовским завоевал бронзовую награду в эстафете 3 × 1000 метров — уступил только командам из ФРГ и Чехословакии.
В 1968 году в дисциплине 800 метров взял бронзу на чемпионате СССР в Цахкадзоре.
Окончил Ростовский государственный институт сельскохозяйственного машиностроения и факультет физического воспитания Ростовского государственного педагогического университета.
Впоследствии в течение многих лет работал преподавателем на кафедре физического воспитания Ростовского высшего командно-инженерного училища. Позднее — старший преподаватель Ростовского государственного университета путей сообщения, тренер по лёгкой атлетике. Подполковник в отставке.